# 島津久慶
島津 久慶（しまづ ひさよし）は、江戸時代前期の薩摩藩島津家の家臣で、日置島津家4代当主。

## 生涯
島津常久の長男として誕生する。当初は弾正少弼を名乗っていたが、寛永9年（1632年）5月9日に主君・家久の命で弾正大弼と改め、さらに隈之城（現・鹿児島県薩摩川内市隈之城町）の地頭に任じられた。
寛永11年（1634年）に家久の家老に任命され、同18年（1641年）まで務め上げた後、異国方（異国船を取り締まる役職）と宗門方（キリシタンおよび薩摩藩では禁止されている一向宗を取り締まる役職）に任じられ兼任した。
寛永16年（1639年）に東郷（旧薩摩郡東郷町）3000石を加増され、計1万9千石となる。慶安4年に死去した。享年43。
死後、養子となっていた自らの甥で喜入忠高の三男である久予（後に久憲）により、久慶が一向宗を信仰していたこと、自領の僧侶に2代藩主・光久を呪詛させていたことなどを光久へ讒言され、久慶は日置家の系図より削られた。また、久予は喜入家に戻り、日置家の名跡は初代藩主・家久の十二男である忠朝（別名：忠心）が継いだ。